# Normorfina
Normorfina es un opiáceo análogo, el derivado N-desmetilado de la morfina, que fue descrita por primera vez en la década de 1950 cuando un gran grupo de análogos de la morfina N-sustituidas se caracterizaron para la actividad.
Normorfina tiene relativamente poca actividad opioide, pero es un intermedio útil que se puede utilizar para producir ambos antagonistas de los opioides tales como la nalorfina, y también agonistas opioides potentes tales como N-phenethylnormorphine. También se produce como un metabolito principal de la morfina, con su formación a partir de la morfina catalizada por enzimas del hígado CYP3A4 y CYP2C8.